# June Browne
June Browne Newton, född 3 juni 1923 i Melbourne, Victoria, död 9 april 2021 i Monte Carlo, var en australisk skådespelare, som senare blev en framgångsrik fotograf under den ironiska pseudonymen Alice Springs (efter den australiska staden med samma namn).
Hon var gift med modefotografen Helmut Newton från 1948 fram till hans död 2004.